# Жаланашколь (станційне селище)
Жаланашко́ль (каз. Жалаңашкөл) — станційне селище у складі Алакольського району Жетисуської області Казахстану, хоча й розташоване на території Абайської області. Входить до складу Достицького сільського округу.
Населення — 27 осіб (2021; 51 у 2009, 64 у 1999, 43 у 1989).